# Tiberiu Mureșan
Tiberiu Mureșan (n. 25 august 1923, Călărași, Cluj, România) este un inginer agronom, profesor universitar și cercetător român, recunoscut drept „părintele porumbului hibrid românesc”. A avut un rol esențial în introducerea și generalizarea hibrizilor de porumb în România, contribuind la modernizarea agriculturii românești postbelice.

## Biografie
Tiberiu Mureșan s-a născut la 25 august 1923 în comuna Călărași, județul Cluj, în familia Valeriei și a lui Eugen Mureșan, șeful gării locale. A rămas orfan de tată la un an și a fost crescut până la 15 ani de bunicul său matern, preot în Turda. A urmat școala primară și Liceul „Mihai Viteazul” din Turda, absolvind în 1942. A participat ca necombatant în Al Doilea Război Mondial.
În 1946, s-a înscris la Facultatea de Agronomie din Cluj, unde a fost influențat de profesori precum Ion Safta, Eugen Rădulescu și Vasile Velican. A fost preparator în ultimul an de studii, absolvind în 1950 cu „Diploma de merit”.
După absolvire, a fost asistent (1950–1951) și șef de lucrări (1951–1952) la Catedra de Ameliorarea Plantelor din Cluj, apoi s-a mutat la Institutul Agronomic București (1952–1954). Între 1952 și 1954, a fost director în Ministerul Agriculturii, iar între 1954 și 1956 a condus GAS Țepeș Vodă, județul Constanța. Ulterior, a revenit în Ministerul Gostat ca director adjunct.
În 1957, s-a alăturat echipei lui Nicolae Giosan la Institutul pentru Cultura Porumbului (ICCP) Fundulea, devenind șef al laboratorului de ameliorare a porumbului. Din 1962, a condus secția de ameliorare a plantelor la ICCPT Fundulea, iar între 1962 și 1972 a fost director al institutului. În 1972, a fost numit rector al Institutului Agronomic București, funcție deținută până în 1981. Din 1982 până în 1993, a fost președinte al Academiei de Științe Agricole și Silvice „Gheorghe Ionescu-Șișești”. După 1990, a îndrumat doctoranzi la ASAS și Universitatea Craiova.

## Activitate științifică
Tiberiu Mureșan a fost un pionier al ameliorării porumbului în România, contribuind la generalizarea hibrizilor de porumb în doar 7 ani (1957–1964), față de 32 de ani în SUA. A publicat 148 de lucrări, dintre care 75 despre porumb și 15 despre grâu.

### Ameliorarea porumbului
Ca șef al laboratorului de ameliorare a porumbului la ICCPT Fundulea, Mureșan a coordonat crearea hibrizilor românești (ex. HD 208, HD 405), renunțând la importurile costisitoare. A realizat prima raionare a hibrizilor americani (Warwick, Wisconsin) și a dezvoltat linii consangvinizate din populații locale. A studiat androsterilitatea citoplasmatică, heterozisul și fotosinteza la porumb, contribuind la tehnologii adaptate condițiilor din România.

### Ameliorarea sorgului
Mureșan a creat hibrizi de sorg precum F31 și F1104, folosind androsterilitatea citoplasmatică. A identificat genele care controlează acidul cianhidric, reducând toxicitatea sorgului.

### Ameliorarea grâului
Sub coordonarea sa la ICCPT Fundulea, au fost create soiuri de grâu precum Excelsior, Favorit și Dacia (1971–1973), folosind încrucișări multiple și scheme de menținere a valorii biologice.

### Alte contribuții
A organizat laboratorul de ameliorare a leguminoaselor la ICCPT Fundulea (1961), punând bazele pentru soiuri românești de soia, fasole și mazăre. A dezvoltat infrastructura de cercetare la Fundulea, inclusiv fitotronul și baza de mecanizare.

### Activitate didactică
Între 1973 și 1989, a fost titular al Catedrei de Ameliorarea Plantelor la Institutul Agronomic București. Cursul său, bazat pe experiența practică, a influențat 16 generații de studenți.

## Lucrări publicate
- „Obținerea seminței hibride de porumb” (cu A. Lazani), Probleme agricole, nr. 6, 1952.
- „Hibrizi dubli de porumb de perspectivă în R.P.R.” (cu N. Giosan, S. Voinea), Probleme agricole, nr. 4, 1958.
- „Comportarea hibrizilor și soiurilor de porumb în condițiile pedoclimatice din R.P.R.” (cu A. Dan), Probleme agricole, nr. 3, 1959.
- „Importanța culturii sorgului și comportarea unor hibrizi încercați la Baza experimentală Fundulea în anii 1958-1960” (cu O. Cosmin, T. Sarea), Probleme agricole, nr. 8, 1961.
- „Linii consangvinizate de porumb nou create la ICCPT Fundulea” (cu O. Cosmin, V. Ulinici, T. Sarea), Analele ICCPT, vol. XXX, seria C, 1963.
- „Androsterilitatea citoplasmatică și folosirea ei în ameliorarea și producerea de sămânță la plantele agricole” (cu O. Cosmin), Cercetări de genetică, Editura Didactică și Pedagogică, 1965.
- „Metode de ameliorare și producere a semințelor” (cu T. Crăciun), Editura Agrosilvică, 1966.
- „Bazele genetice ale ameliorării plantelor”, Editura Agrosilvică, 1967.
- „Hibrizi de porumb zaharat” (cu O. Cosmin, T. Sarea), Analele ICCPT, vol. XXXIII, seria C, 1967.
- „Relațiile de fotosinteză și heterosinteză la porumb” (cu N. Hurduc, I. Nastasia), Analele ICCPT, vol. XXXV, seria C, 1969.
- „Ameliorarea specială” (cu T. Crăciun), Editura Ceres, 1972.

## Distincții
- Membru titular al Academiei de Științe Agricole și Silvice „Gheorghe Ionescu-Șișești” (1970).
- Membru de onoare al Academiei de Științe Agricole al URSS (1990).
- Ordinul Muncii, clasa III (1958, 1961).
- Ordinul Steaua Republicii Populare Române, clasa IV.
- Ordinul „Meritul Științific” clasa a II-a (26 septembrie 1966) „pentru merite deosebite în activitatea științifică, cu prilejul Centenarului Academiei Republicii Socialiste România”[2]
- Ordinul Meritul Agricol, clasa III (1974).
- Medalia „A XXV-a aniversare a eliberării Patriei” (1969).
- Medalia „50-a aniversare a Partidului Comunist Român” (1972).
- Premiul „Ion Ionescu de la Brad” al Academiei RSR (1964).
- Premiul de Stat al RPR (1964).
- Ordinul Prieteniei al RD Vietnam (1961).[1]